# Ruský Dálný východ

Dálněvýchodní federální okruh na mapě Ruska

Ruský Dálný východ (rusky Да́льний Восто́к Росси́и, Dal'nij Vostok Rossiji) je termín označující ruskou část území tradičně nazývaného Dálným východem, sahajícího zhruba od sibiřského jezera Bajkal na západě k pobřeží Tichého oceánu na východě. Jeho vymezení se přibližně shoduje s hranicemi Dálněvýchodního federálního okruhu. Největší města jsou Vladivostok a Chabarovsk.

## Historie
Dálný východ nebyl pro svou odlehlost v dobrém spojení s centrem říše v evropské části Ruska. To se změnilo od konce 19. století, kdy byla otevřena Severní mořská cesta a vybudována Transsibiřská magistrála. I běžné námořní spojení, které dříve vedlo kolem Afriky či Jižní Afriky, se v té době zkrátilo po vybudování Suezského a Panamského průplavu.
V období vlády Stalina zde byla vybudována organizace Dalstroj s centrem v Magadanu, která organizovala vězeňskou práci při těžbě v dolech a při stavbě silnic (Cesta kostí). Po Stalinově smrti došlo k reorganizaci a tábory byly přičlněny do správy Gulagu. Komplex táborů na řece Kolyma patří k nejznámějším oblastem táborů nucených prací v Sovětském svazu.